# Cetruminantia
Cetruminantia là một nhánh chứa Whippomorpha và các họ hàng còn sinh tồn gần nhất của chúng là Ruminantia

## Phân loại
- Bộ Artiodactyla (bộ guốc chẵn)
  - Tylopoda (camelids)
  - Artiofabula (ruminates, pigs, peccaries, whales, and dolphins)
    - Cetruminantia (ruminates, whales, and dolphins)
      - Phân bộ Ruminantia (trâu, bò, dê, cừu, hươu, nai và linh dương)
        - Họ Antilocapridae (pronghorn)
        - Họ Bovidae,135 loài (antelope, bison, buffalo, cattle, goats, and sheep)
        - Họ Cervidae, 55 - 94 loài (deer, elk, and moose)
        - Họ Giraffidae, 2 loài (giraffes, okapis)
        - Họ Moschidae, 4 - 7 loài (musk deer)
        - Họ Tragulidae, 6 - 10 loài (chevrotains, or mouse deer)

      - Phân bộ Whippomorpha (aquatic or semi-aquatic even-toed ungulates)
        - Infraorder Acodonta
          - Họ Hippopotamidae, 2 loài (hippopotamuses)

        - Infraorder Cetacea (whales, dolphins, and porpoises)
          - Mysticeti (baleen whales)
            - Họ Balaenidae, 2 - 4 loài (right whales và bowhead whales)
            - Họ Balaenopteridae, 6 - 9 loài (rorquals)
            - Họ Eschrichtiidae, 1 loài (gray whale)
            - Họ Neobalaenidae, 1 loài (pygmy right whale)

          - Odontoceti (toothed whales, dolphins, and porpoises)
            - Siêu họ Delphinoidea (dolphins, arctic whales, porpoises, and relatives)
              - Họ Delphinidae, 38 loài (dolphins, killer whales, and relatives)
              - Họ Monodontidae, 2 loài (beluga và narwhal)
              - Họ Phocoenidae, 6 loài (porpoises)

            - Siêu họ Physeteroidea (sperm whales)
              - Họ Kogiidae, 2 loài (pygmy và dwarf sperm whales)
              - Họ Physeteridae, 1 loài (common sperm whale)

            - Siêu họ Ziphoidea (beaked whales)
              - Họ Ziphidae, 22 loài (modern beaked whales)

            - Siêu họ Platanistoidea (river dolphins)
              - Họ Iniidae, 1 - 3 loài (South American river dolphin(s))
              - Họ Lipotidae, 1 loài (baiji hay cá heo sông Trung Quốc)
              - Họ Platanistidae, 1 - 2 loài (cá heo sông Nam Á)
              - Họ Pontoporiidae, 1 loài (cá heo La Plata)